# Stenotaenia sorrentina
Stenotaenia sorrentina är en mångfotingart som först beskrevs av Carl Graf Attems 1903.  Stenotaenia sorrentina ingår i släktet Stenotaenia och familjen storjordkrypare. Inga underarter finns listade i Catalogue of Life.